# Прозоры
Прозоры (пол. Prozor) — дворянский род герба Прозор, восходящий к началу XVII века.
Род Прозоров внесен в VI часть родословной книги Ковенской губернии.

## Известные представители рода
- Прозор, Иосиф (1723—1787) — воевода витебский
- Прозор, Кароль (1761? — 1833) — обозный великий литовский и маршалок литовского трибунала.
- Прозор, Мауриций (1801—1886) — участник ковенского восстания.
- Прозор, Маврикий Эдуардович — автор нескольких брошюр по дипломатической части, генеральный консул в Вене и Женеве.